# 大日本朱光会
大日本朱光会（だいにほんしゅこうかい）は、指定暴力団・住吉会六代目日野傘下の任侠右翼団体。

## 概説
1977年（昭和52年）10月、阿形充規（本名：阿形稔、青龍会出身、当時住吉会日野一家、現住吉会会長補佐住吉一家日野六代目）が設立。
多摩地域を中心に、歌舞伎町にもシマを張る。朱光出版社など実業部門を持ち、街宣活動も行う傍ら、総会屋活動や民事介入を事としている。
阿形は、全日本愛國者團軆會議（全愛會議）議長時に「朝まで生テレビ」出演歴があり、2004年（平成16年）に住吉一家日野六代目を継承した。阿形総長は現在住吉会副会長に就任。

## 脚註
1. ↑  「敬天新聞」社主の独り言 2007年2月2日
2. ↑  大日本朱光会名誉顧問挨拶
3. ↑  朝まで生テレビ「これでいいのか日本！」 2002年11月29日